# پاتریک جی. آدامز
پاتریک یوهانس آدامز (به انگلیسی: Patrick Johannes Adams) یک هنرپیشه کانادایی است. او بیشتر برای بازی در نقش مایک راس در مجموعهٔ تلویزیونی کت‌شلواری‌ها که از شبکه یواس‌ای نتورک پخش می‌شد، شناخته شده‌است.
او در فیلم خشم و سریال بچه رزماری بازی کرده است.